# 和ヶ原
和ヶ原（わがはら）は、埼玉県所沢市の町名。現行の行政地名は和ヶ原一丁目から三丁目。郵便番号は359-1162。

## 地理
所沢市内の西部、三ヶ島地区に所属する。西武池袋線･狭山ヶ丘駅の南西側に位置し、近隣の狭山ヶ丘、林、西狭山ヶ丘と隣接する。町内は東に1丁目、北に2丁目、南西に3丁目が設置されており、地内を（国道463号）所沢入間バイパスが通過している。

## 歴史
旧入間郡三ヶ島村。
- 1889年（明治22年）4月1日 - 町村制施行に伴い、三ヶ島村、三ヶ島堀之内村、糀谷村、林村が合併し、三ヶ島村が成立する。
- 1950年（昭和25年） - 大字林、大字三ヶ島の各一部から三ヶ島村大字和ケ原が成立する[5]。
- 1955年（昭和30年）4月1日 - 三ヶ島村が所沢市へ編入され、所沢市の大字となる。
- 1977年（昭和52年）
  - 8月1日 - 町名整備により、大字和ヶ原の一部が狭山ヶ丘の一部となる[6]
  - 11月1日 - 町名整備により、大字和ヶ原の一部が東狭山ヶ丘[6][7]、および西狭山ヶ丘の各一部となる[6][8]。
- 1978年（昭和53年）7月1日 - 町名整備により、大字和ヶ原、大字三ヶ島、大字三ヶ島堀之内（現堀之内）の各一部から和ヶ原一〜三丁目が成立する[6][5]。これにより大字和ヶ原は消滅する[5]。

## 世帯数と人口
2017年（平成29年）9月30日現在の世帯数と人口は以下の通りである。
| 丁目         | 世帯数    | 人口    |
| ------------ | --------- | ------- |
| 和ヶ原一丁目 | 1,448世帯 | 2,916人 |
| 和ヶ原二丁目 | 642世帯   | 1,506人 |
| 和ヶ原三丁目 | 857世帯   | 1,861人 |
| 計           | 2,947世帯 | 6,283人 |

## 小・中学校の学区
市立小・中学校に通う場合の学区（校区）は以下の通り
| 町丁   | 番・番地    | 小学校                     | 中学校                               |
| ------ | ----------- | -------------------------- | ------------------------------------ |
| 和ヶ原 | 1丁目北東部 | 所沢市立若狭小学校（若狭） | 所沢市立狭山ヶ丘中学校（東狭山ヶ丘） |
| 和ヶ原 | 広域        | 所沢市立林小学校           | 所沢市立三ヶ島中学校（三ヶ島）       |

## 交通

### 鉄道
地内に鉄道は敷設されていない。最寄駅は、西武池袋線･狭山ヶ丘駅。

### 道路
- （国道463号）所沢入間バイパス
- 市道「三ヶ島文教通り」

交差点
- 「和ヶ原1丁目」
- 「所商通り入口」[10]
- 「和ヶ原2丁目」

バス
- 地内のバス停は「和ヶ原二丁目」･「十三区集会所前」･「林小学校」（市内循環ところバス西路線）

## 施設
教育
- 所沢市立林小学校
- 所沢市立わかば児童館[11]

公共
- 和ヶ原公園[12][13][14]
- 和ヶ原北公園[15][13][14]
- 和ヶ原東公園[13][14]